# Back to the Light
Back to the Light är det första soloalbumet av den brittiska gitarristen Brian May. Det spelades in mellan 1988 och 1992 på de Allerton Hill Studios, och är mixad på Metropolis Studios och därefter släppt den 28 september 1992 i Storbritannien. Albumet gavs ut i USA den 2 februari 1993, dock med ett annorlunda omslag.
En version av "Too Much Love Will Kill You" gjordes av Queen och gavs senare ut på deras album Made in Heaven (1995). May har också gjort en instrumental gitarrversion av sången.

## Låtlista
Samtliga låtar skrivna av Brian May, om inte annat anges.
| Nr  | Titel                                             | Längd |
| --- | ------------------------------------------------- | ----- |
| 1.  | The Dark                                          | 2:20  |
| 2.  | Back to the Light                                 | 4:59  |
| 3.  | Love Token                                        | 5:55  |
| 4.  | Resurrection (May, Page, Powell)                  | 5:27  |
| 5.  | Too Much Love Will Kill You (Lamers, May, Musker) | 4:28  |
| 6.  | Driven by You                                     | 4:11  |
| 7.  | Nothin' But Blue (Makin, May, Nicholls, Powell)   | 3:31  |
| 8.  | I'm Scared                                        | 4:00  |
| 9.  | Last Horizon                                      | 4:20  |
| 10. | Let Your Heart Rule Your Head                     | 3:51  |
| 11. | Just One Life                                     | 3:37  |
| 12. | Rollin' Over (Lane, Marriott)                     | 4:36  |

## Singlar
1. "Driven By You" / "Just One Life" (Guitar Version, Instrumental) (November 1991) - #6
2. "Too Much Love Will Kill You" / "I'm Scared" (Augusti 1992) - #5
3. "Back To The Light" / "Nothin' But Blue" (November 1992) - #19
4. "Resurrection" / "Love Token" / "Too Much Love Will Kill You" (Live) (Juni 1993) - #23
5. "Last Horizon" / "Let Your Heart Rule Your Head" (Live) (December 1993) - #51